# Конгломерат (геологија)
|name=Конгломерат
|type=Седиментарни
Конгломерат (енгл. Conglomerate, фр.  рус. Конгломерат) је седиментна стена изграђена претежно од заобљених одломака стена величине преко 2 mm, који су међусобно повезани. Име је добио од латинске речи conglomerare – нагомилавати. 
Конгломерати настају консолидацијом и литизацијом шљунка. Могу се наћи у секвенцама седиментних стена свих узраста, али вероватно чине мање од 1 процента по тежини свих седиментних стена. У погледу порекла и механизама таложења, они су уско повезани са пешчарима и показују многе типове налик на седиментне структуре, на пример, табеларни и коритасти попречни слојеви и степенасти слојеви.
Фангломерати су лоше сортирани, матриксом богати конгломерати који су настали као проток крхотина на алувијалним лепезама и вероватно садрже највеће акумулације шљунка у геолошким записима.

## Класификација конгломерата
Конгломерати могу бити именовани и класификовани према:
- Количина и врста присутне матрице
- Састав кластова величине шљунка које садрже
- Распон величина присутних кластова величине шљунка

Метод класификације зависи од врсте и детаља истраживања која се спроводи.
Седиментна стена састављена углавном од шљунка првобитно је названа према округлости шљунка. Ако су кластови шљунка који га чине у великој мери добро заобљени до заокружених, то је конгломерат. Ако су кластови шљунка који га чине углавном угаони, то је бреча. Такве брече се могу назвати седиментним бречама да би се разликовале од других врста бречa, нпр. вулканске и раседне брече. Седиментне стене које садрже мешавину заобљених и угаоних шљунчаних класова се понекад називају бречо-конгломерати.

### Текстура
Конгломерати садрже најмање 30% заобљених до подугаоних кластова већих од 2 mm (0,079 in) у пречнику, на пример, грануле, шљунак, калдрма и громаде. Међутим, конгломерати су ретко састављени у потпуности од кластова величине шљунка. Обично је простор између кластова величине шљунка испуњен мешавином која се састоји од различитих количина муља, песка и глине, познате као матрица. Ако су појединачни кластови шљунка у конгломерату одвојени један од другог обиљем матрикса тако да нису у контакту једни са другима и лебде унутар матрикса, назива се параконгломерат. Параконгломерати су такође често неслојевити и могу садржати више матрикса него шљунак. Ако су кластови шљунка конгломерата у контакту једни са другима, то се назива ортоконгломерат. За разлику од параконгломерата, ортоконгломерати су обично укрштени и често добро цементирани и литификовани било калцитом, хематитом, кварцом или глином.
Разлике између параконгломерата и ортоконгломерата одражавају разлике у начину на који се депонују. Параконгломерати су обично глацијалне плоче или наслаге тока отпада. Ортоконгломерати су типично повезани са воденим струјама.

### Састав класта
Конгломерати се такође класификују према саставу њихових кластова. Конгломерат или било која кластична седиментна стена која се састоји од једне стене или минерала позната је као мономикт, мономиктик, олигомикт или олигомиктни конгломерат. Ако се конгломерат састоји од две или више различитих врста стена, минерала или комбинације оба, познат је као полимикт или полимиктички конгломерат. Ако полимиктички конгломерат садржи асортиман кластова метастабилних и нестабилних стена и минерала, он се назива или петромиктни или петромиктични конгломерат.
Поред тога, конгломерати се класификују према извору како то указује литологија кластова величине шљунка. Ако се ови кластови састоје од стена и минерала који се значајно разликују по литологији од матрице која их окружује и, према томе су старији и потичу изван басена таложења, конгломерат је познат као екстраформациони конгломерат. Ако се ови кластови састоје од стена и минерала који су идентични или конзистентни са литологијом матрикса који их окружује и, према томе, једновремени и потичу из басена таложења, конгломерат је познат као интраформацијски конгломерат.
Два призната типа интраформацијских конгломерата су конгломерати од шкриљаца и шљунка, и равног шљунка. Конгломерат од шкриљаца и шљунка је конгломерат који се углавном састоји од кластова заобљених муљних честица и шљунка који се држе заједно минералима глине и који су настали ерозијом унутар окружења, као што је унутар речног канала или дуж ивице језера. Конгломерати са равним шљунком (конгломерати са ивицама) су конгломерати који се састоје од релативно равних кластова кречног муља насталих дејством олуја или цунамија који еродира плитко морско дно, или плимским струјама које еродирају плимске равнице дуж обале.

### Величина класта
Коначно, конгломерати се често разликују и именују према доминантној величини класта која их чини. У овој класификацији, конгломерат састављен великим делом од кластова величине гранула се назива конгломерат гранула; конгломерат састављен углавном од кластова величине шљунка се назива шљунковитим конгломератом; а конгломерат састављен углавном од кластова величине калдрме би се назива калдрмским конгломератом.

## Седиментне средине
Конгломерати се таложе у различитим седиментним срединама.

### Дубока морска вода
Код турбидита, базални део лежишта је типично крупнозрнаст и понекад конгломератичан. У овом окружењу, конгломерати су обично веома добро сортирани, добро заокружени и често са јаким спојем имбрикације кластова типа А-осе.

### Плитка морска вода
Конгломерати су нормално присутни у основи секвенци постављених током морских трансгресија изнад неусаглашености, и познати су као базални конгломерати. Они представљају положај обале у одређеном тренутку и дијахрони су.

### Флувијал
Конгломерати депоновани у флувијалном окружењу су обично добро заобљени и лоше сортирани. Кластови ове величине носе се као оптерећење и то само у временима великог протока. Максимална величина класта се смањује како се кластови даље транспортују услед трошења, те су конгломерати карактеристичнији за незреле речне системе. У седиментима које су таложиле зреле реке, конгломерати су генерално ограничени на базални део попуне канала где су познати као шљунковити заостаци. Конгломерати депоновани у флувијалном окружењу често имају ибрикацију типа АБ равни.

## Настанак и карактеристике
Конгломерат припада групи кластичних стена, подгрупи псефита. Настаје везивањем шљунка неким од природних везива. Крупноћа валутица и степен заобљавања су као код шљунка.
Могу бити хомогеног или хетерогеног састава. Хомогени конгломерати називају се мономиктни, а хетерогени полимиктни. Чешћи су хетерогени конгломерати. Везивна супстанца може бити различита – карбонатна, силицијска, лапоровита, итд.
Боја конгломерата зависи како од боје фрагмената тако и од везивне супстанце. Конгломерати могу бити бели, сиви, шарени, црвени (када су везани гвожђевитим цементом). Према врсти валутака, разликују се кварцни, доломитски, кречњачки, хетерогене конгломерате и др. По месту постанка, разликујемо речне и обалске конгломерате, док се конгломерати вулканског порекла називају агломерати.
Понекад се конгломерат означава према геолошкој формацији у којој лежи, на пример – црвени конгломерат у перму, или верукано конгломерати, и др. Постоји и подела конгломерата према средини стварања, на копнене, језерске и маринске. Копнени се могу стварати радом река, ветра, ледника и вулкана. Глацијални конгломерати имају и посебно име – називају се тилити. Они садрже валутке са стријама – траговима (браздама) трења о корито глечера.
Конгломерати могу бити и слојевити и масивни. Уједначеност крупноће зрна углавном постоји, мада се јављају и случајеви када сортираности нема (фангломерати), нарочито код тилита.
Према геолошком месту постанка, конгломерате означавамо као:
- трансгресивне, ако обележавају почетак трансгресивне серије;
- интраформацијске, који само означавају период прикупљања грубокластичног материјала у серији, а не прекид таложења;
- регресивне, који обележавају завршни део седиментационог циклуса.

Од алувијалног материјала допремљеног у депресије у које су некада залазила језера и мора, стварају се конгломерати моласа.

## Употреба
Конгломерат има врло ограничену примену. Употребљивост ове стене у грађевинске сврхе зависи од неколико фактора: од врсте валутица, од врсте цемента, степена везаности валутака и степена обрадљивости материјала. Добро везани конгломерати употребљавају се као ломљени камен и, пошто се углавном доста тешко обрађују, ретко се користе у грађевинске сврхе.